# 미식
미식(美食)은 좋은 음식을 뜻하는 말이며, 좋은 음식을 맛보고 연구하는 것은 미식학, 좋은 음식을 맛보고 즐기는 사람은 미식가라고 한다.

## 같이 보기
- 분자 미식학
- 미쉐린 가이드